# Vertigo pusilla
Vertigo pusilla is een op het land levende kleine longslak uit de familie Vertiginidae.
Vertigo pusilla is de typesoort van het geslacht Vertigo.

## Naam
De soortnaam werd gepubliceerd in 1774 door Otto Frederik Müller (1730-1784) als Vertigo pusilla De soortaanduiding pusilla heeft betrekking op de geringe grootte van de schelp: pusillus (Latijn) = klein, nietig.

## Beschrijving

### Schelp
De schelp is linksgewonden, spoelvormig met een stompe top en heeft 5-5½ tamelijk convexe, snel in breedte toenemende windingen. Door de snelle groei is de laatste winding even breed als de voorlaatste. De hoogte van de laatste winding is ongeveer 2/5 van de hoogte van de schelp. De windingen zijn door een diepe sutuur van elkaar gescheiden. 
 De mondopening is half elliptisch van vorm en neemt ongeveer 1/3 van de schelphoogte in beslag. De mondrand is discontinu, verdikt en iets naar buiten omgeslagen. Aan de pariëtale zijde worden de uiteinden van de mondrand door een zwak ontwikkeld callus met elkaar verbonden. De palatale zijde is sterk ingedeukt. Achter de mondrand is een zwak ontwikkelde nekgroef met daarachter een eveneens zwak ontwikkelde maar duidelijke nekrichel aanwezig. In de mondopening bevinden zich meestal 6 en maximaal 9 tanden die in callus zijn ingebed: 2-3 columellaire tanden, 2 pariëtale tanden en 2-3 palatale tanden. Er is vaak een basale tand aanwezig. De navel is spleetvormig. De schelp heeft een onregelmatige sculptuur van fijne zwak ontwikkelde radiale striae en is geelbruin tot hoornbruin van kleur. Bij levende dieren is de schelp glanzend en half doorzichtig. Lege en fossiele schelpen zijn ondoorzichtig, glanzend en lichtbruin gekleurd.
Afmetingen van de schelp
- breedte: tot 1,2 mm.
- hoogte: tot 2,1 mm.

### Habitat
Vertigo pusilla leeft vooral op vrij droge plaatsen in een parklandschap met loofbossen; tussen mos, in de strooisellaag en op boomstammen. Ook op rotsen, in rotsspleten en op puinhellingen. Langs de Hollandse kust in duinbosjes. Bij uitzondering ook in vochtige biotopen of in naaldbos. Vaak levend op naar de zon gerichte hellingen. De gemiddelde pH van de bodem ligt bij 6,26 (4,75-7,5).

### Huidige verspreiding
Europees en westelijk Azië met uitzondering van het uiterste Noorden, Klein Azië en het Altaj gebergte. In Nederland en België op de geschikte plaatsen niet zeldzaam.

### Fossiel voorkomen
In het hele recente verspreidingsgebied komt Vertigo pusilla fossiel voor tijdens interglacialen van het Pleistoceen en tijdens het Holoceen. Het is echter nooit een algemeen voorkomende soort.

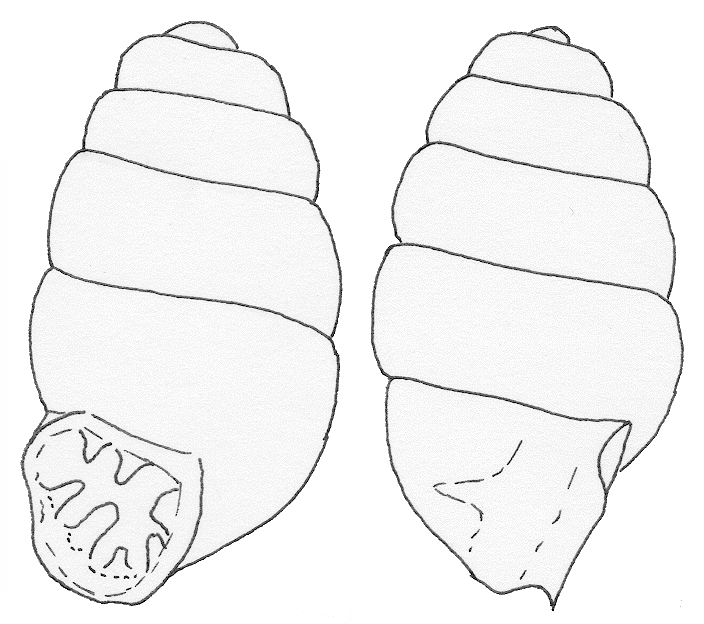
Vertigo pusilla Duinen bij Kraantje Lek, Bloemendaal
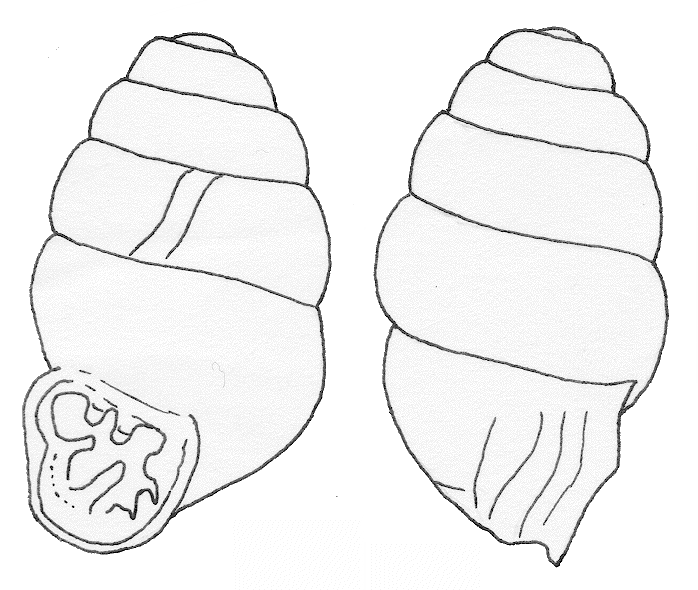
Vertigo pusilla Holoceen - Ontsluiting in havenbouwdok bij Beveren-Waes, Kallo, België